# Gaspar Archent Avellán
Gaspar Archent Avellán (Villena, 1877 - Valencia, 1950) fue un religioso y escritor español. 
Fue párroco en Cartagena y otros lugares cercanos hasta que alcanzó el puesto de canónigo lectoral de la catedral de Orihuela. Más tarde ejerció su ministerio en la catedral de Valencia, ciudad en la que falleció. Pese a residir fuera de Villena, volvió allí con frecuencia y fue activo en la vida religiosa de la ciudad, consiguiendo en 1924 la coronación canónica de Nuestra Señora de las Virtudes, patrona de la ciudad, o la reconstrucción de la iglesia de Santa María, cuyas cubiertas habían quedado destruidas tras la guerra civil.
Aparte de su actividad religiosa, se dedicó a la escritura, sobre todo de artículos de tema histórico o religioso. Su obra más destacada es el Romancero villenense, colección de poemas arromanzados sobre la historia, leyendas y vida religiosa de su ciudad natal. Se publicó por primera vez en 1927 y volvió a editarse en 1970.
Sus restos mortales se encuentran en el Cementerio General de Valencia, en el panteón de Canónigos Valencianos.